# کمال‌پاشا (آرتوین)
کمال‌پاشا (به ترکی استانبولی: Kemalpaşa، به گرجی: ქემალფაშა، پیش‌تر: მაკრიალი و ნოღედი) یک منطقهٔ مسکونی در ترکیه است که در استان آرتوین واقع شده‌است. کمال‌پاشا ۹٬۲۲۴ نفر جمعیت دارد و ۱۰ متر بالاتر از سطح دریا واقع شده‌است.